# Juan Albert Viloca
Juan Albert Viloca es un jugador profesional de tenis nacido el 17 de enero de 1973 en Barcelona, España y es profesional desde 1994, aunque no disputa partido del circuito profesional de la ATP desde el mes de abril de 2001, jugando sólo torneos challenger o future.

## Finalista en individuales (2)
- 1997: Gstaad (pierde ante Félix Mantilla).
- 1997: Ciudad de México (pierde ante Francisco Clavet).

## Clasificación en torneos del Grand Slam
| Torneo             | 2007 | 2006 | 2005 | 2004 | 2003 | 2002 | 2001 | 2000 | 1999 | 1998 | 1997 | 1996 | 1995 | 1994 | 1993 | 1992 | Títulos |
| ------------------ | ---- | ---- | ---- | ---- | ---- | ---- | ---- | ---- | ---- | ---- | ---- | ---- | ---- | ---- | ---- | ---- | ------- |
| Australian Open    | -    | -    | -    | -    | -    | -    | -    | -    | -    | 1r   | 1r   | -    | -    | -    | -    | -    | 0       |
| Roland Garros      |      | -    | -    | -    | -    | -    | -    | -    | -    | 2r   | 2r   | -    | -    | -    | -    | -    | 0       |
| Wimbledon          |      | -    | -    | -    | -    | -    | -    | -    | -    | 1r   | 2r   | -    | -    | -    | -    | -    | 0       |
| US Open            |      | -    | -    | -    | -    | -    | -    | -    | -    | -    | 1r   | -    | 1r   | -    | -    | -    | 0       |
| Tennis Masters Cup |      | -    | -    | -    | -    | -    | -    | -    | -    | -    | -    | -    | -    | -    | -    | -    | 0       |